# Памятник расстрелянным мирным жителям (Константиновск)
Памятник расстрелянным мирным жителям — памятник на улице Фрунзе в городе Константиновске Ростовской области.

## История
В 60-е годы XX века на северной окраине города Константиновска Ростовской области был установлен памятник мирным жителям, расстрелянным в годы Великой Отечественной войны во время оккупации поселка Константиновского.
Большинство, приговоренных к расстрелу людей не были местными жителями. Это был беженцы, евреи с детьми. Летом 1942 года у поселка было вырыто несколько окопов, расположенных зигзагами. Перед расстрелом местных жителей первыми поставили у одного из окопов, лицом к окопу. За мгновение до выстрелов, один из жителей, Александр Воробьев обернулся к немцам и крикнул: «Сволочи, детей пожалейте!». Автоматные очереди заглушили крики людей.

## Описание
Памятник в городе расстрелянным мирным жителям представляет собой сложную композицию. На небольшом белом постаменте стоит отлитая из металла, черная стела памятника. На стеле установлена позолоченная верхняя часть среза колонны дорического ордера,  на колонне установлен черный постамент с круглым белым щитом, на постаменте сооружен крест с черной перекладиной и позолоченным вертикальным столбом, на кресте установлен темный венок с серпом и молотом посредине.  Стелу венчает литая пятиконечная золотая звезда.
Высота всей композиции до позолоченной звезды составляет 180 см. На основной стеле памятника закреплена бронзовая мемориальная доска, на которой сделана надпись: «Захоронено 13 мужчин, 14 женщин и 18 детей».
В свое время были установлены имена шести расстрелянных человек. На стеле написаны их фамилии: Васильковский И. Ф., инструктор райкома партии Александр Иванович Воробьев, Жиленков Г. И., Давыдов В. Г., Савкина А.И., Исаев А.А., Осипова М.И.
Перед памятником находится большое надгробие, размером 100 х 100 см., два малых надгробия, размерами  50 х 100 см., цветник. Памятник выполнен в  Волгограде. Памятник огорожен ажурной металлической оградой.
Установлен памятник в Константиновске сыном расстрелянного И. Ф. Васильковского - Дмитрием Ивановичем Васильковским в 60-е годы XX века.